# 중도일보
중도일보(中都日報)는 대전시에서 1951년 8월 24일에 창간된 일간신문이다. 박정희 대통령 정권에 유신 체제하의 '1道社'제도에 의행 강제 폐간되었다가, 제5공화국 노태우 지시에 따라 6.29선언 이후 언론 자유의 창달되자마자 1년 만인 1988년 9월 1일 16년만에 속간호(사령 제7071호)를 발행했다.

## 역사
- 1951년 8월 24일 중도일보 창간호 발간
- 1972년 5월 24일 3공화국 유신체제하의 '1道社'제도에 의행 강제 폐간
- 1988년 9월 1일 16년만에 속간호(사령 제7071호)발행
- 2003년 8월 31일 충청매일신문, 중도일보 제호 인수
- 2016년 11월 1일 전국판(경기, 영·호남, 한글제호) 발행

## 지면
- 주5일제 평일 신문을 발행한다.
- 매주 주말 신문 발행하지 않고[1], 온라인 서비스를 계속한다.